# Unbibi
Unbibi (phát âm như "un-bi-bi"; tên quốc tế: unbibium; còn được gọi eka-thori hoặc nguyên tố 122) là tên gọi tạm thời của một nguyên tố hóa học chưa biết trong bảng tuần hoàn và được ký hiệu tạm thời là Ubb và số nguyên tử là 122.
Năm 2008, có nhà khoa học cho rằng họ đã khám phá nó trong các mẫu thori tự nhiên nhưng hiện nay việc này không được chấp nhận do các thí nghiệm lập lại gần đây sử dụng các kỹ thuật có độ chính xác cao hơn.

## Đặc điểm hóa học
Ephraim Eliav và nnk dự đoán rằng nguyên tố này sẽ có cấu hình electron [Uuo]8s27d18p1.